# Costinel Gugu
 Dănuț Costinel Ionuț Gugu  (sinh ngày 5 tháng 8 năm 1992 ở Craiova) là một cầu thủ bóng đá người România hiện tại thi đấu cho Mioveni.

## Sự nghiệp quốc tế
Gugu thi đấu cho U-19 România tại Giải vô địch bóng đá U-19 châu Âu 2011, diễn ra ở România. Anh ra mắt cho đội U-19 trong giải đấu vào ngày 20 tháng 7 năm 2011 trong trận đấu trước U-19 Cộng hòa Séc.